# 伊琳娜·科利亚坚科
伊琳娜·弗拉基米罗夫娜·科利亚坚科（烏克蘭語：Ірина Володимирівна Коляденко，1998年8月28日—）是一名乌克兰运动员、自由式摔跤运动员、2021年和2023年两届欧洲冠军、2019年世界锦标赛银牌得主、 2020年欧洲锦标赛铜牌得主、铜牌2020 年奥运会奖牌获得者。